# Group Doueh
Group Doueh is muziekgroep uit de kuststad Dakhla in de Westelijke Sahara, rondom gitarist Salmou Baamar alias Doueh. 
De groep is halverwege de jaren 80 opgericht en mixt Westerse invloeden als Jimi Hendrix en James Brown met traditionele Afrikaanse Sahrawi-muziek. Zangeres van de band is zijn vrouw Halima Jakani. Bashiri Touballi speelt toetsen in de band. Doueh speelt op gitaar maar ook op enkele traditionele Afrikaanse instrumenten.

## Album-uitgaven
- Guitar Music From the Western Sahara, Sublime Frequencies, 2007
- Beatte Harab, Sublime Frequencies 2010